# Fiesta de los Agüizotes
La Fiesta de los Agüizotes o simplemente Los Agüizotes es una celebración tradicional nicaragüense realizada anualmente como una tradición propia de los habitantes de la ciudad de Masaya desde mediados del siglo XX y que tiene lugar el último viernes del mes de octubre, con una previa en la noche de jueves con la tan esperada "Vela del Candil".
Es una celebración dentro de la festividad religiosa en honor a San Jerónimo, santo patrono de la ciudad, el desfile carnavalesco, de los participantes vestidos con disfraces y máscaras de los mitos y leyendas nicaragüenses, inicia en la plaza al frente del templo católico "María Magdalena" en el barrio indígena Monimbó, y después recorre las principales calles de la ciudad al ritmo de música de filarmónicos o "de chicheros".

## Etimología
La palabra "Agüizote" o "Ahuizote" proviene del náhuatl "Ahuitzotl": "A (atl)" prefijo de "agua", "Ahuit", "espina", y "zotl", "perro" que viene a ser "perro (espinoso) de agua" ("nutria"). 
Para los masayas significa "espanto cerca del agua, río o laguna". Además, así se le llama a la cobertura o camisa de la mazorca de maíz conocida como "tusa".
La aceptación popular de agüizote es mito, entendido como leyenda y terror, espantos que cobran vida a través de una variedad de disfraces que representan a los personajes de leyendas y de la mitología folclórica nicaragüense.
A la actualidad, es "toda creencia de personas supersticiosas", como por ejemplo, las siguientes:
- Si una gallina canta por la noche o entra una mariposa de color negro a la casa "es que alguien va a morir".
- Si alguien muere en una esquina, seguirá otro difunto en otra esquina (de ahí el dicho: "Muerto en la esquina... trina".
- Cuando el pájaro "Güis" o güiz canta alegre es que "llegará una visita agradable y con buenas noticias al hogar", pero si canta triste es "anuncio funesto", así esta ave es vista como "anunciadora de la muerte".
- Si pica la palma de la mano es que "llegará dinero".
- Si un espejo se quiebra "es mal agüero".

En lenguaje popular "hablar agüisotadas" es "hablar puros cuentos"; es decir, intentar engañar o aprovecharse de la ingenuidad o credulidad de los demás al pretender convertir en verdad lo que no es posible demostrar con hechos.

## Agüizotes
Se llaman agüizotes a un grupo de espantos, fantasmas, hombres sin cabeza, mujeres lloronas y otros personajes legendarios que representan personas vestidas de trajes alegóricos o estrafalarios con el propósito de divertirse y revivir antiguas leyendas de miedo que forman parte del imaginario terrorífico popular de Nicaragua.
Llegando la noche del último viernes de octubre entre las 8:00 y 9:00 p. m., salen los agüizotes al ritmo de chicheros y música burlesca a deambular por todas las calles de Masaya, a realizar muecas espantosas para asustar a los niños y cada susto es una carcajada de un agüizote.
Los agüizotes marchan en un desfile que recorre las vías de la ciudad entre gritos y música de marimbas, trompetas y tambores de bandas filarmónicas y de mariachis que dan vida a un ambiente de carnaval matizado con las luces de cientos de velas y candiles.
Los personajes que buscan provocar pánico -pero que más bien causan risa- empiezan a aparecer al caer la noche en una de las calles de la populosa comunidad de Monimbó, de amplia población indígena de origen chorotega. 
El lúgubre escenario callejero sólo lo iluminan miles de velas y candiles artesanales que portan los que caminan por las avenidas en medio de bailes y algarabía. El baile se ejecuta con movimientos rítmicos relacionados al personaje, con música alegre, de carnaval que interpretan músicos tradicionales.
Existe muchas veces una confusión entre lo que son los agüizotes y el torovenado: los primeros son espantos que asustan a la gente por medio de gestos burlescos, mientras que el torovenado es la ridiculización de personajes famosos del país o de la ciudad...

## Vela del candil
Portando en sus manos un candil a base de kerosene y una vela, inicia la "Vela del Candil", celebración popular que se realiza la noche del último jueves de octubre. A la luz de candiles se velan (exhiben) los trajes y máscaras que se usaran la noche siguiente, durante el desfile de los agüizotes, y todo dentro de un ambiente de algarabía con bailes y música de bandas filarmónicas.
Los trajes y máscaras se confeccionan con cualquier material o combinación de materiales que incluyen tela, cartón, tusa (hojas de la mazorca de maíz), cabuya (fibra del henequén) y también hay quienes utilizan huesos y calaveras de animales muertos, como cuernos de toros.
Esta costumbre simboliza la pronta llegada de la noche, cuando aparecen los míticos personajes de diferentes leyendas, como el "padre sin cabeza", "la Carreta Nagua" y "La Mocuana", entre los más famosos de la idiosincrasia centroamericana.
Evoca el tiempo antes de la energía eléctrica cuando las viviendas y las calles se iluminaban con candil. Como parte de la tradición se reparte cosa de horno o torta de maíz y café entre los celebrantes. 
Desde el año 2009, la celebración se realiza en lugares del barrio de Monimbó y con nombres distintos:
- Vela del candil de los aguizotes.
- Vela del candil de lo niños.
- Vela del candil del torovenado.
- Vela de la Mocuana, celebración con mucha algarabía realizada en una casa ubicada cerca de la iglesia de María Magdalena. En las velas hay mucha comida, la mayoría hecha a base de carne de cerdo; bebidas como chicha de maíz, pinolillo y café; entre derroche de pólvora y más. Después de unas 2 horas, mientras se reúnen los personajes que lleven la mejor vestimenta terrorífica, se hace un desfile nocturno para poner más terror al evento. De ahí, marchan al mercado de Artesanías (en el viejo edificio) para elegir el mejor disfraz.

En el barrio de San Miguel se reunende tradicionalistas masayeses que conforman el grupo "Mi Tradición", que organizan un desfile de agüizotes que parte del templo católico de San Miguel Arcángel 3 cuadras al sur. Su directiva la conforman las personas siguientes:
- Director: Carlos Pavón Sosa.
- Subdirector: Carlos Daniel Díaz.
- Vocero: Roger Valladares.